# Шарвенка, Филипп
Лю́двиг Фили́пп Шарве́нка (нем. Ludwig Philipp Scharwenka; 16 февраля 1847, Шамотулы — 16 июля 1917, Бад-Наухайм, Гессен) — немецкий композитор и музыкальный педагог, брат Франца Ксавера Шарвенки.

## Биография
Родился в семье архитектора, по матери был поляком, предки отца переселились в Западную Польшу, принадлежавшую в это время Пруссии, из Праги. С 1858 года жил с семьёй в Позене. С 1865 года, после окончания гимназии, учился вместе с братом в берлинской Новой академии музыки — его наставниками в области композиции были Рихард Вюрст и Генрих Дорн. Уже с 1868 года начал преподавать там же композицию и теорию музыки. В 1881 году перешёл в Консерваторию Шарвенки, основанную его братом; в 1891—1892 гг. возглавлял отделение этой консерватории, открывшееся в Нью-Йорке; дирижировал американскими премьерами своих сочинений. Вернувшись в Берлин, возглавил объединённую Консерваторию Клиндворта — Шарвенки и руководил ею до конца жизни. Среди его учеников, в частности, Тур Аулин, Игнац Вагхальтер, Жозе Виана да Мотта, Оскар Фрид, Эрнст Виктор Вольф.
В 1880 году женился на скрипачке Марианне Штрезов, в дальнейшем много лет преподававшей в консерватории под началом своего мужа, а также неоднократно исполнявшей его музыку. Их сын — композитор и органист Вальтер Шарвенка.
Действительный член Прусской академии художеств (1901).
Умер от сердечного приступа.
Шарвенке посвящены Семь пьес-фантазий Op. 26 Макса Регера (1898—1899).

## Творчество
Несмотря на загруженность педагогической работой, Шарвенка был плодовитым композитором. Ему принадлежит опера «Роланд», три симфонии, пользовавшийся особой популярностью скрипичный концерт Op. 95 (1895), ряд симфонических поэм, в том числе «Вешние воды» Op. 87 (нем. Frühlingswogen; 1891) по мотивам одноимённой повести И. С. Тургенева. Композитор написал также скрипичную и виолончельную сонаты, множество камерных ансамблей, ряд хоровых произведений, из которых наибольшей известностью пользовались «Осенний праздник» (нем. Herbstfeier) и «Сакунтала» (по одноимённой драме Калидасы — истолкованной у Шарвенки в несколько мелодраматическом ключе, но с сохранением определённой верности оригиналу).
Вальтер Ниман в своём некрологе выделял в творчестве Шарвенки, в первую очередь, фортепианную музыку, подчёркивая его достойное месте в романтической традиции, идущей от Шуберта, Мендельсона и Шопена.